# Gang Olsena idzie na wojnę
Gang Olsena idzie na wojnę (dun. Olsen-Banden går i krig) – duński barwny film komediowy z 1978 roku, należący do popularnej serii filmowej Gang Olsena (dziesiąty film), będący kontynuacją filmu Gang Olsena znowu w akcji z 1977 roku.

## Fabuła
Egon Olsen - elegancki przestępca i miłośnik cygar - po raz kolejny opuszcza ten sam zakład karny. Przed bramą siłuje się ze strażnikami, bezskutecznie usiłując wrócić do więzienia. Jak zazwyczaj, kierowca Benny i otyły Kjeld zajeżdżają po niego pod więzienie tym samym starym, zaniedbanym Chevroletem Bel Air ’59. Okazuje się, że tym razem Egon nie ma przygotowanego żadnego planu „skoku”, ponieważ dzięki Dniowi Królowej został wypuszczony szybciej. Za dwa dni do odbycia kary w tym samym więzieniu ma zostać skierowany sędzia Sądu Najwyższego, który „zrobił przekręt” na grube miliony. Tymczasem Benny i Kjeld palą się do jakiejś przestępczej roboty.
Trzyosobowy gang jak zwykle naradza się i planuje w mieszkaniu Jensenów. Yvonne Jensen, gadatliwa żona Kjelda, popędza Egona, by jego gang jak najszybciej zarobił parę milionów, ponieważ potrzebne są pieniądze na wydatki. Z braku innego planu „skoku” gang decyduje się zrealizować plan Benny'ego, tj. nocnego włamania do przedsiębiorstwa posiadającego stary sejf Franz Jäger, w otwieraniu którego Egon jest mistrzem. Odpowiedniego dnia w sejfie będzie aż 500 000 koron. Po wejściu gangu do budynku, Benny z łatwością unieszkodliwia zabezpieczenia przeciwwłamaniowe i prowadzi gang do sejfu. Egon ze zdumieniem widzi, jak sprawnie Benny samodzielnie otwiera sejf Franz Jäger. Gdy Benny wyjmuje z niego banknoty, Egon celowo uruchamia alarm przeciwwłamaniowy. Benny i Kjeld uciekają, a Egon oddaje się policjantom i trafia z powrotem do „swojego” starego więzienia.
Po wyjściu z więzienia Egon jak zwykle ma już precyzyjnie opracowany genialny plan kolejnego „skoku”. Okazuje się, że wrócił do zakładu karnego, aby skontaktować się z osadzonym tam sędzią i dopracować plan największego napadu w historii gangu oraz Danii. Ich celem jest Archiwum Narodowe, gdzie trzymany jest rejestr informacji o Danii i jej obywatelach. Celem gangu jest wykradzenie mikrofilmu z danymi, za który mają otrzymać 10 mln marek.

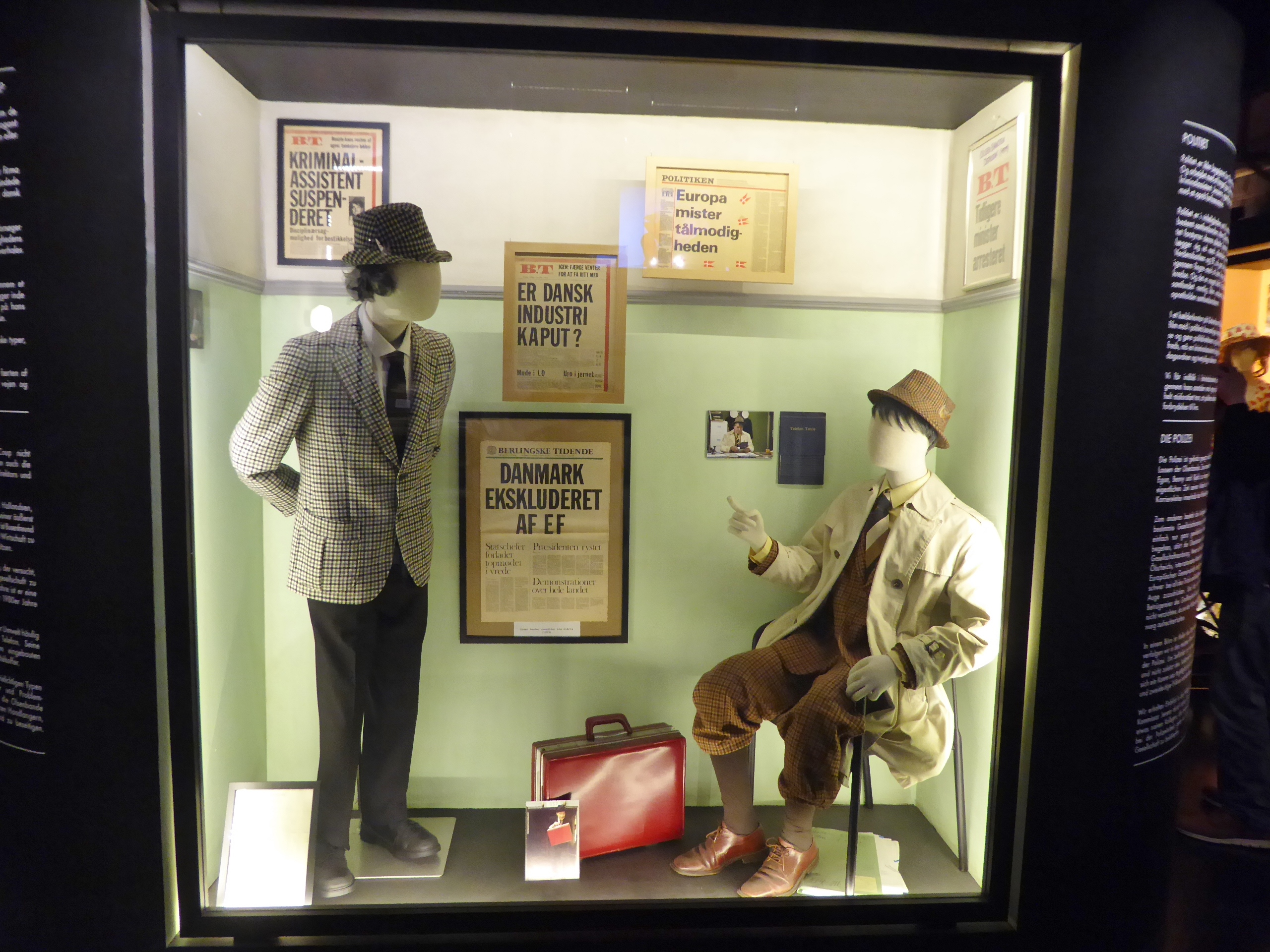
Policjanci Holm i Jensen, inscenizacja

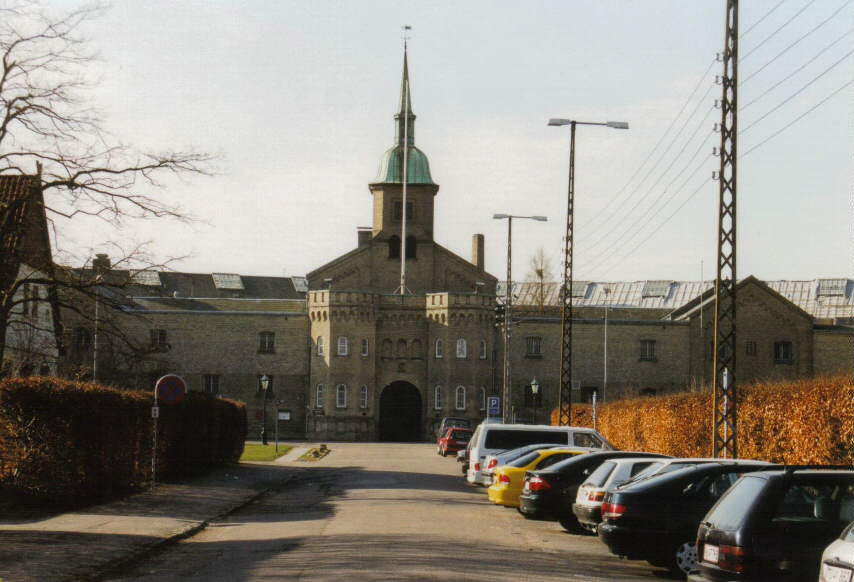
Więzienie, które Egon opuszcza na początku filmu i do którego powraca

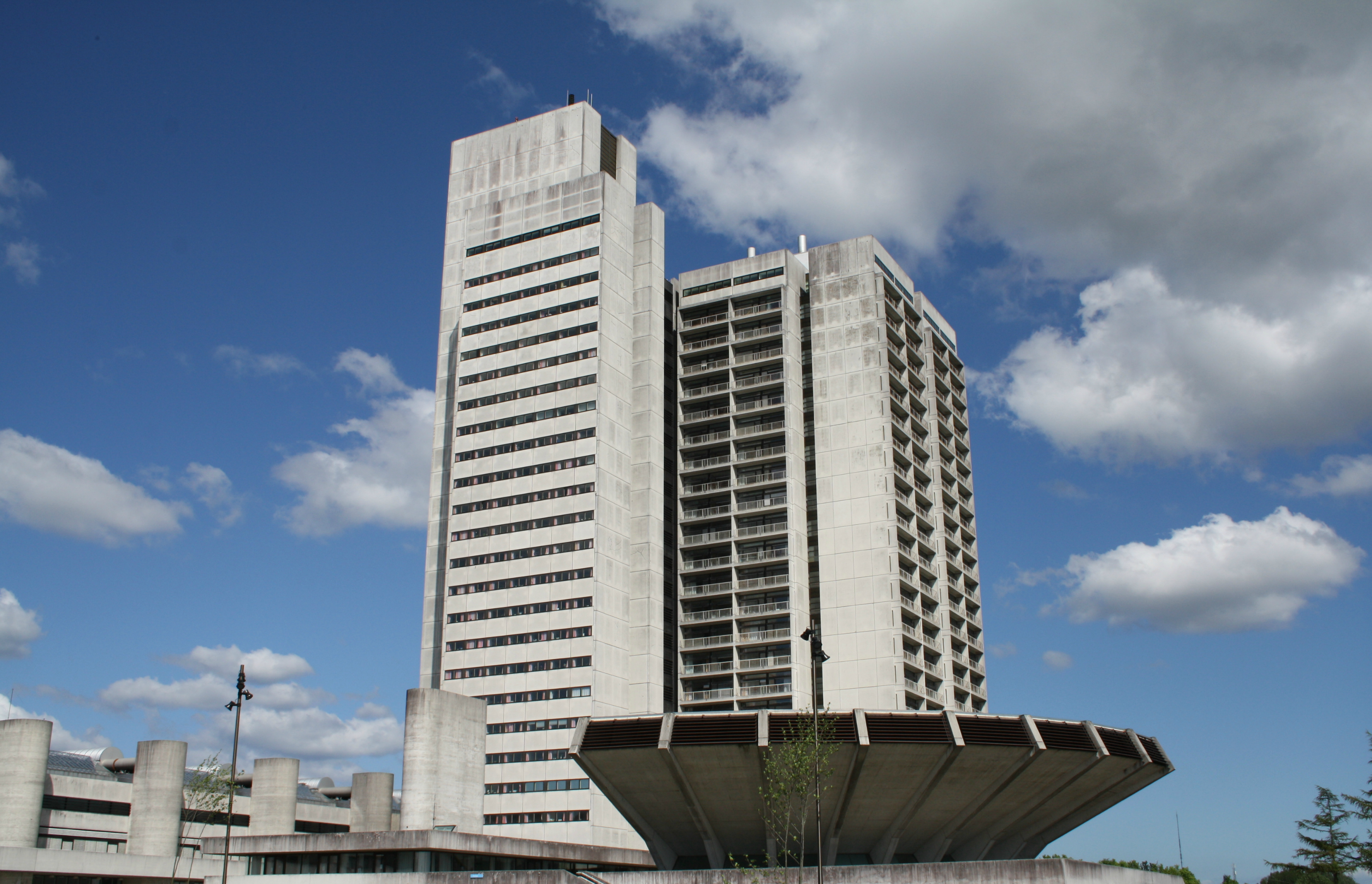
Filmowa siedziba Archiwum Narodowego

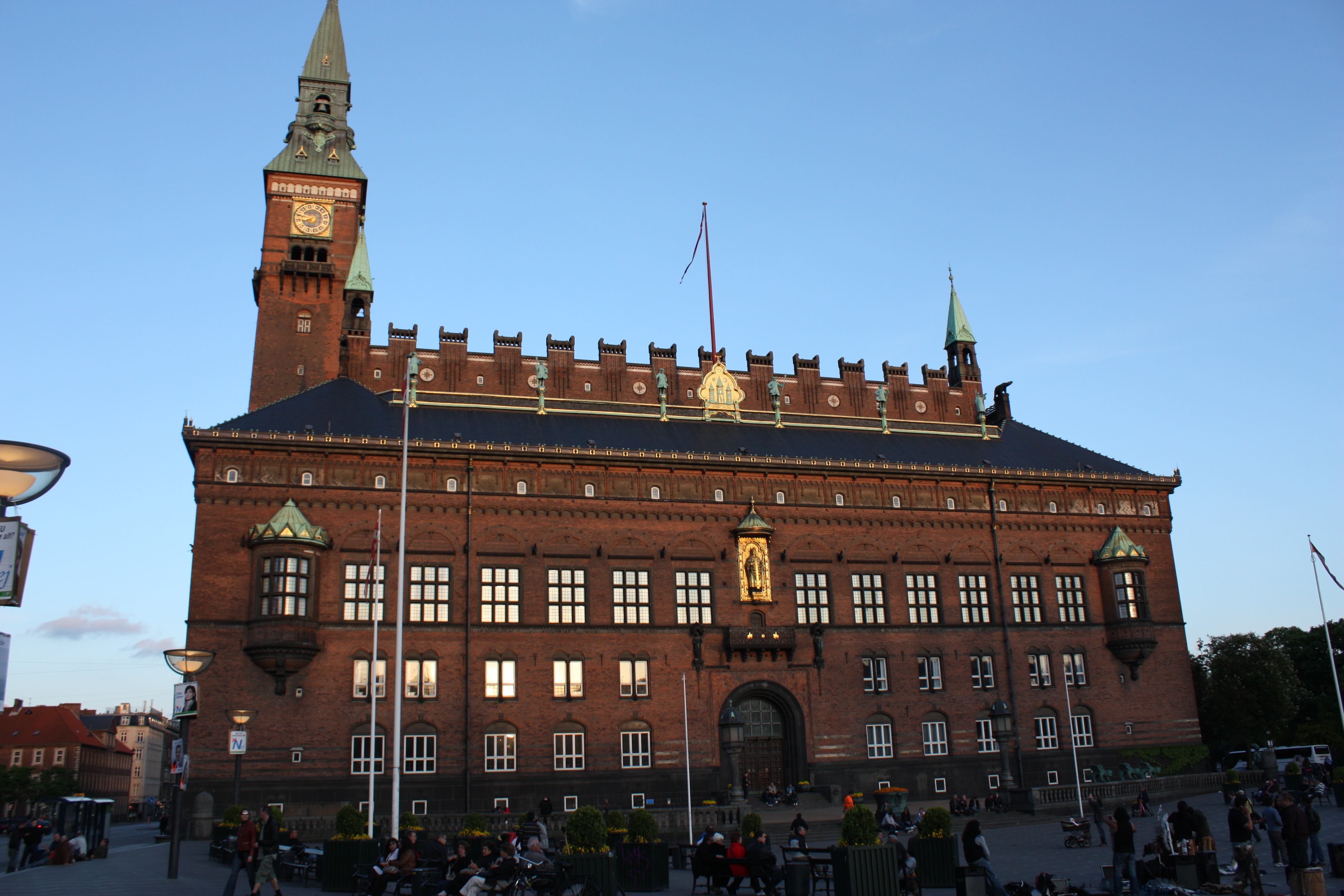
Kopenhaski ratusz i wieża z zegarem, na cyferblacie którego zostaje umieszczony Egon

Członkowie gangu w porze obiadowej przenikają do wieżowca archiwum, dostają się do tajnych kartotek i wydobywają mikrofilm, na którym jest Plan generalny Danii, tj. schemat podziału kraju na strefy wpływów (operacja Daisyland). Plan zawiera informacje, gdzie w przyszłości będą budowane hotele, ośrodki wypoczynkowe, kempingi i pola golfowe, a w których większość Duńczyków będzie pracować jako obsługa. Niemiecka Izba Turystyki chciałaby poznać plan przed oficjalnym ogłoszeniem, za co jest gotowa zapłacić właśnie 10 mln marek. Następnie Egon udaje się samotnie do kopenhaskiego ratusza - wierząc w uczciwość nabywcy - na spotkanie z Johansenem w jego biurze, podczas którego zostaje ogłuszony przez osiłka Bøffena i wywieziony w bagażniku mercedesa z zamiarem pozbawienia go życia. Ponieważ oczekujący Benny i Kjeld domyślają się, że Egon właśnie jest wywożony, ruszają za tym samochodem. W ostatniej chwili Benny ratuje Egona od śmiertelnego zatrucia gazem przez Bøffena w odludnym budynku. Po podtruciu Egon przez pewien czas nie może dojść do siebie.
Ponieważ Egon łatwo się nie poddaje, układa kolejny drobiazgowy plan. Na lotnisko ma przybyć mały samolot pilotowany przez Czarnego barona, który będzie miał przy sobie pieniądze. Gang uprowadza ciężarówkę z firmy cateringowej zaopatrującej lotnisko. Dzięki ciężarówce wjeżdżają na płytę lotniska. Po wylądowaniu Czarnego barona odwracają jego uwagę przebijając oponę w jego samolociku, z którego Egon zabiera walizkę z gotówką. Po udanej akcji gang wraca do mieszkania Jensenów, jednak nie na długo. Gdy Johansen dowiaduje się o utracie walizki, dzwoni do ministra, a ten zleca detektywowi Jensenowi „przymknięcie” Olsena, który wie za dużo. Gdy do mieszkania zbliżają się policjanci, gang ucieka. Wykorzystując zamieszanie Bøffen i Czarny baron odbierają Egonowi walizkę. Benny i Kjeld uprowadzają śmieciarkę, by wywieźć z policyjnej obławy ukrytego w śmietniku Egona. Walizka trafia do Johansena, który w zamian wydaje Czarnemu baronowi mikrofilm.
Gang Olsena ponownie się nie poddaje i śledzi zwiedzającego Kopenhagę Czarnego barona, by wykraść mu mikrofilm. W końcu odwracając jego uwagę gang przechwytuje walizeczkę z mikrofilmem. Olsen telefonicznie umawia się z Johansenem na wykupienie mikrofilmu. W trakcie spotkania w kopenhaskim ratuszu - na które ponownie wybiera się samotnie - okazuje się, że pomyłkowo otrzymał od Kjelda film z jego prywatnymi zdjęciami z wakacji. Bøffen i Czarny baron zatrzymują Egona, by wyjawił, gdzie jest prawdziwy mikrofilm. By zachęcić go do wypowiedzi, umieszczają skrępowanego Egona na cyferblacie olbrzymiego zegara na wieży kopenhaskiego ratusza. Obracająca się gigantyczna wskazówka zegara ma go po prostu strącić na bruk. Szczęśliwie w ostatniej chwili Benny i Kjeld docierają do Egona, ratując go.
Na koniec policja zatrzymuje Johansena, a gang zachowuje walizkę z pieniędzmi, którą Benny wcześniej wydobył z sejfu Johansena. Przy domu Kjeldów czekają na Egona policjanci. Benny i Kjeld jak zwykle uciekają, a zatrzymanego Egona z walizką policjanci dostarczają do komendy policji. Tam detektyw Jensen nakazuje go wypuścić, a policjant przypadkowo zamienia walizki; Olsen odchodzi z walizką Jensena wypełnioną sprzętem wędkarskim, a Jensen otrzymuje walizkę wypełnioną banknotami. Zirytowany Egon tłucze witrynę przypadkowego sklepu, by wrócić do więzienia, gdzie czeka na niego uroczyste powitanie w wykonaniu strażników więziennych z okazji dziesięciolecia „współpracy” Egona i więzienia.

## Obsada
- Ove Sprogøe - Egon Olsen
- Morten Grunwald - Benny Frandsen
- Poul Bundgaard - Kjeld Jensen
- Kirsten Walther - Yvonne Jensen, żona Kjelda
- Axel Strøbye - detektyw Jensen
- Ole Ernst - policjant Holm
- Bjørn Watt Boolsen - Bang Johansen
- Ove Verner Hansen - osiłek Bøffen
- Birger Jensen - Hoffman
- Holger Vistisen - Thorsen
- Edward Fleming - Czarny baron
- Ejner Federspiel - nocny stróż
- Emil Hass Christensen - Fængselsinspektør